# ジョン・スノー
ジョン・ウィリアム・スノー（英語：John William Snow、1939年8月2日 - ）は、アメリカ合衆国の政治家、実業家、弁護士。ジョージ・W・ブッシュ政権で第73代財務長官を務めた。経営学博士である。

## 生涯

### 青年期
1939年8月2日にオハイオ州トレドで誕生した。ケニオン大学を経て、1962年にトレド大学を卒業した。スノーはヴァージニア大学で経済学博士号を取得し、1967年までジョージ・ワシントン大学ロー・スクールで法律を学んだ。その後メリーランド大学及びヴァージ大学で経済学を、同時期にジョージ・ワシントン大学で法律を教え、1977年にはアメリカン・エンタープライズ・インスティテュートで客員研究員として勤務にあたった。1978年から1980年まではイェール大学のイェール・スクール・オブ・マネージメントで特別研究員を務めた。

### 実業家時代
1972年に運輸省に入省した。スノーはそこで国家道路交通安全局局長、運輸副次官、政府問題担当次官補、政治・計画・国際問題担当副次官補を歴任した。その後1980年にアメリカの大手運輸会社CSXの副社長に就任し、1991年に同社会長兼最高経営責任者に就任した。スノーは同社の鉄道部門を事業の中心に据えて列車事故や負傷者の数を大幅に減らし、財務状況を改善した。この結果同社はアメリカ東部最大の鉄道網を持つ巨大企業に成長することとなった。
1994年から1996年までアメリカの大企業250社の最高経営責任者で構成されたビジネス円卓会議（ビジネス・ラウンドテーブル）の会長を務め、北米自由貿易協定成立を支援する上で大きな役割を果たした。

### 財務長官時代
2003年1月13日にジョージ・W・ブッシュ大統領によりポール・オニール財務長官の後任として指名され、2003年2月3日にアメリカ連邦議会上院によって満場一致で承認された。スノーは運輸省時代にホワイトハウスのスタッフであったディック・チェイニー副大統領と親密な関係を築いており、チェイニーがジョージ・W・ブッシュにスノーの手腕を提言したことでアメリカ合衆国財務長官に指名された。ジョージ・W・ブッシュ政権1期目で経済成長強化と雇用創出に努めた。
その他に全米産業会議（コンファレンス・ボード）の公益信託・民間企業に関するブルーリボン委員会共同議長や、1992年に貯蓄貸付組合（S&L）危機に対して全米金融制度改革・回復・執行に関する委員会共同議長を務め提言書の作成を実施した。
2004年5月にスノーの保険代理人がファニー・メイとフレディ・マックの10万ドルの係争中の負債をスノーの承認無しに購入したことが発覚した。スノーはこの件が発覚した際に保有する負債を奪った。アメリカ合衆国財務省倫理法律家は保有による利害関係は無かったが、今後発生する可能性を示唆した。

### 財務長官の辞任とその後
2006年5月30日にスノーは大型減税や年金・医療改革などに関する批判を受けて、財務長官の辞任を表明した。後任には証券会社であるゴールドマン・サックスの会長兼最高経営責任者ヘンリー・ポールソンが指名された。スノーはポールソンがアメリカ合衆国上院での承認を受けた翌6月29日に正式に辞任し、その後7月10日にポールソンがアメリカ合衆国財務長官に着任した。ポールソンが正式にアメリカ合衆国財務長官に就任するまでの間はロバート・キミット財務副長官が代行を務めた。
2006年8月19日にスノーはサーベラス・キャピタル・マネジメント社の会長に就任した。
彼はリッチモンド (バージニア州)に在住し、キャロライン夫人との間に3人の子供と6人の孫がいる。